# Живов, Дмитрий Егорович
Дмитрий Егорович Живов (26 октября 1896, с. Селиваниха, Нечаевская волость, Егорьевский уезд, Рязанская губерния, Российская империя — 19 апреля 1938) — советский государственный и партийный деятель.

## Биография
Родился 26 октября 1896 в селе Селиваниха Рязанской губернии (ныне в Егорьевском районе), в семье крестьянина. В 1914 году окончил Егорьевское механико-электротехническое училище.
Член РСДРП(б) с мая 1917 года.
В 1917—1918 годах — один из организаторов Красной гвардии города Егорьевска Рязанской губернии. С января 1918 года — секретарь исполнительного комитета Егорьевского уездного совета Рязанской губернии.
В октябре 1918 — июле 1919 года — заведующий Рязанского уездного отдела управления. В июле 1919 — августе 1920 года — председатель Рязанского уездного комитета РКП(б).
В августе 1920 — сентябре 1921 года — ответственный секретарь Рязанского губернского комитета РКП(б).
В 1921 — июне 1922 года — заведующий инструкторского отдела Татарского областного комитета РКП(б).
В июне 1922 — ноябрь 1923 — ответственный секретарь Татарского областного комитета РКП(б). Затем — заместитель председателя Совета народных комиссаров Татарской АССР. В декабре 1923 — декабре 1925 года — слушатель курсов марксизма при ЦК ВКП(б).
До ноября 1926 года — заведующий организационного отдела Донского окружного комитета ВКП(б).
С ноября 1926—1927 года — ответственный секретарь Донского окружного комитета ВКП(б). В 1927 году — секретарь Северо-Кавказского краевого комитета ВКП(б).
В сентябре 1927 — 17 декабря 1929 — ответственный секретарь Крымского областного комитета ВКП(б).
В декабре 1929—1930 года — инструктор ЦК ВКП(б). В 1930 — октябре 1931 года — член Правления Центрального союза потребительских обществ СССР.
В октябре 1931 — сентябре 1933 года — студент Промышленной академии имени Сталина, закончил четыре курса.
В сентябре 1933 — августе 1934 года — начальник политического отдела Попаснянского отделения Донецкой железной дороги. В августе 1934 — июле 1937 года — начальник политического отдела Ульяновского отделения железной дороги имени Куйбышева.
В 1937 году арестован органами НКВД. 19 апреля 1938 года приговорен к расстрелу, расстрелян. Посмертно реабилитирован.